# Joan Lorring
Joan Lorring (nascuda Madeline Ellis a Hong Kong, 17 d'abril de 1926 - morta el 30 de maig de 2014 a Sleepy Hollow (Nova York)) va ser una actriu estatunidenca.

## Biografia[1][2]
Nascuda a Hong Kong, però arran de la invasió japonesa de 1939, als tretze anys, Maria Madeline Ellis va seguir la seva mare als  EUA, i es va instal·lar a San Francisco, on va treballar a la ràdio.
Contractada per la MGM, que va canviar el seu nom pel de  Joan Lorring, va debutar amb un paper secundari en la pel·lícula  Song of Russia (1944), a continuació, va interpretar el paper de Pepita en el drama The Bridge of San Luis Rey (1944), adaptació de la novel·la del mateix nom de Thornton Wilder.
A l'any següent va aconseguir la fama amb la seva participació en la pel·lícula The Corn Is Green  (1945), al costat de Bette Davis. El paper de Bessie Watty, la noia que té un fill de Morgan Evans (John Dall), i que posa en risc el futur brillant del noi, que estudia a Oxford, li va valer una nominació a l'Oscar a la millor actriu secundària.
A la televisió, a partir de 1952 la Lorring va participar en nombroses zsèries d'èxit com  Alfred Hitchcock Presents (1955) i  Norby (1955). A principis dels  anys cinquanta també va ser protagonista a Broadway del drama  Come Back, Little Sheba, en la qual va interpretar el paper de Maria.
Al final dels  setanta de nou va aparèixer en un petit paper a la televisió, a la telenovel·la L'esperança de Ryan (1979- 1980), abans de la retirada final de l'escena.
Casada amb el doctor Martin Sonenberg (mort el 27 de juny de 2011), Lorring va tenir dues filles, Andrea i Santha.
En l'apogeu de la seva curta carrera a la pantalla, l'actriu va tornar a aparèixer en algunes pel·lícules, incloent la comèdia Good Sam (1948), al costat de Gary Cooper i  The Big Night (1951) de Joseph Losey, però es van retirar per complet del cinema, només per tornar vint anys més tard amb un curt paper en el thriller  L'home de mitjanit (1974), protagonitzada per Burt Lancaster.

## Filmografia
- 1944: Song of Russia: Sonia
- 1944: The Bridge of San Luis Rey: Pepita
- 1945: The Corn Is Green , d'Irving Rapper: Bessie Watty
- 1946: Three Strangers: Icey Crane
- 1946: The Verdict, de Don Siegel: Lottie Rawson
- 1947: L'altre amor (The Other Love), d'André De Toth: Celestine
- 1947: The Lost Moment: Amelia
- 1947: The Gangster: Dorothy
- 1948: Good Sam, de Leo McCarey: Shirley Mae
- 1951: The Big Night , de Joseph Losey: Marion Rostina
- 1952: Imbarco a mezzanotte: Angela, a lonely woman
- 1974: L'home de mitjanit (The Midnight Man): Judy

## Premis i nominacions
Nominacions
- 1946: Oscar a la millor actriu secundària per The Corn Is Green